# Sparasion fragosus
Sparasion fragosus är en stekelart som beskrevs av Kononova 2001. Sparasion fragosus ingår i släktet Sparasion och familjen Scelionidae. Inga underarter finns listade i Catalogue of Life.